# Мальований Олександр Миколайович
Мальо́ваний Олекса́ндр Микола́йович — полковник Міністерства внутрішніх справ України.

## Нагороди
21 серпня 2014 року — за особисту мужність і героїзм, виявлені у захисті державного суверенітету та територіальної цілісності України, вірність військовій присязі під час російсько-української війни, відзначений — нагороджений орденом Данила Галицького.